# 陳書君
陳書君（1991年10月13日—），現任香港有線電視新聞HOY資訊台首席主播並兼任香港國際財經台英語主播。

## 生平
陳書君畢業於香港浸會大學。2018年加入新聞界，後任香港有線電視首席主播。
2022年末至2023年頭，是在香港國際財經台兼任英語主播的廣東話主播之一。

## 個人生活
陳書君有一位同性伴侶Steven。

## 著作
- 《笑出奇跡》，海豚出版社2025年1月初版，ISBN 9787511071941